# Штейнман, Зелик Яковлевич
Зелик Яковлевич Штейнман (1 февраля 1907, Новороссийск — 2 апреля 1967, Ленинград) — советский литературовед, литературный критик, фельетонист.

## Биография
Критические статьи публиковал с 1922 года в газете «Красное Черноморье». С 1925 года жил в Ленинграде. Учился на Высших курсах искусствоведения при государственном институте истории искусств. В 1927 году вышла его первая книга «Человек из паноптикума» о творчестве покончившего к тому времени с собой прозаика Андрея Соболя. С 1927 года был членом Союза поэтов. В 1930 году исключен из Союза поэтов и вскоре выслан в Новороссийск. Затем вернулся в Ленинград. Сотрудник газеты Литературный Ленинград (1934), активный литературный критик, с обличительным уклоном. Поэт и прозаик Елена Тагер замечала в личном общении с Н. Любимовым: «А уж критики наши! Их злоба прямо пропорциональна их бездарности. Недавно зашла я в ленинградский Союз писателей. Смотрю, восседает на эстраде весь наш критический синклит: Нюся Бескина, Раиса Мессер, Зеликий Штейнман, Тамарченко, Горелов, Добин… Окинула я их взглядом, и невольно у меня возникло человеколюбивое желание: эх, кабы потолок над ними обвалился! Все-таки хоть на чуточку, а посвежел бы воздух у нас в Ленинграде…»
26 августа 1936 года арестован в составе группы ленинградских литераторов, которую возглавлял Г. Горбачев (критики Анна Бескина, Михаил Майзель, Евгения Мустангова, прозаик Леонид Грабарь-Шполянский). Арестованные были осуждены Военной коллегией как «участники троцкистско-зиновьевской террористической организации, осуществившей 1-го декабря 1934 г. злодейское убийство С. М. Кирова и подготавливавшей ряд террористических актов против руководителей ВКП(б) и советского правительства». В протоколе судебного заседания, длившегося с 22 часов 25 минут 23 декабря до 00 часов 15 минут 24 декабря 1937 г., отмечено, что все подсудимые признали свою вину. Приговорен к 10 годам лагеря. Отбывал срок на Соловках до закрытия лагеря в 1939 году, затем в Норильлаге. Работал диспетчером речного порта Дудинки, руководил бригадой грузчиков в Дудинке. Там был оставлен на вечное поселение, в 1949 году снова был ненадолго арестован управлением НКВД по Красноярскому краю.
В 1954 году обжаловал свой приговор. В заявлении от 4 июня 1954 года на имя генерального прокурора СССР он писал из Игарки: «Единственной „уликой“ против меня было „показание“ некоего Грабаря, б. члена группы „Стройка“, благодаря которому я и был арестован. Я не знаю, давал-ли действительно Грабарь такие показания. Но — факт тот, что от меня всячески добивались подтверждения показаниям Грабаря. И когда путем изнуряющих методов „допроса“ моего „подтверждения“ добились — мне была устроена очная ставка с Грабарем. На очной ставке Грабарь от своих, якобы, данных им, „показаний“ отказался. И получилось так, что меня арестовали на основании „показаний“ Грабаря, этими „показаниями“ меня „изобличали“… а Грабаря, в свою очередь, „изобличали“ насильно полученными от меня „показаниями“. … Никаких новых данных суд нам не предъявлял. Никаких наших книг, статей, писем, цитат из докладов и пр. на суде не фигурировало. Когда я заявил, что никогда я пистолета в руках не держал, председатель суда — Матулевич — мне ответил: „Кто пистолетом, а кто — пером“. … Суд длился ровно 50 минут». 3 ноября 1955 года Штейнман отвечал на вопросы по своему делу уже в качестве свидетеля: «Ознакомившись с предъявленным мне протоколом судебного заседания, я заявляю, что он сфальсифицирован. В протоколе пишется, что я и другие обвиняемые признали себя виновными, на самом же деле никто из нас виновным себя не признал и своих показаний не подтвердил». Ещё через год, 10 ноября 1956 года, Военная коллегия Верховного суда СССР вынесла определение о необоснованности осуждения участников литературной группы Горбачева, отменила свой давний приговор и освободила Штейнмана из мест вечного поселения
После реабилитации жил в Ленинграде. А. Городницкий, в молодости работавший в геологической партии недалеко от Игарки, вспоминал: «В тюрьме этой оказалась довольно неплохая библиотека художественной литературы, сложившаяся из книг, отобранных у заключенных при шмонах. Помню, когда мы работали на реке Колю, то взяли во временное пользование в тюремной библиотеке целый вьючный ящик с книгами. Среди этих книг оказался, в частности, первый том из так и не изданного двухтомника Эдуарда Багрицкого, который был тогда моим любимым поэтом. В углу титульного листа книги сохранилась надпись: „Зелик Штейнман“. Зная, что известный ленинградский критик Зелик Штейнман вернулся из лагерей в Ленинград, я зажилил эту книгу и привёз её в Питер. Придя на встречу с ним, чтобы вернуть книгу, я с горечью и сожалением услышал его страстную речь о том, что сажали правильно, что Сталин был гений, и тому подобное»

## Творчество
Исследуя творчество Андрея Соболя, Штейнман пытается найти причину того, что тот оказался непонятым и не принятым критикой и читателем, «который в массе своей делает сейчас книжную погоду», и усматривает её в том, что все герои Соболя -«беспочвенники». Нынешнему читателю, пишет Штейнман, «нужен герой большой, пусть даже сложный, но ортодоксальный», который «должен красиво жить, умно жить и видеть перед собой стоящие того цели», а герой Соболя — «это все люди с плохими нервами и с громадной усталостью. И главное — они вырваны из своей среды» . «Соболь — один из тех писателей, на всем протяжении творчества которых неизменно развивается один и тот же определяющий мотив»: «из книги в книгу, местами изменяя свой внешний облик, Соболь идет с одним и тем же индивидуалистическим романтизмом, с исканием все той же „правды, имени которой нет“, и с опустошенностью все того же интеллигента, которого революция вышибла из обычной для него колеи, который начал революцию, но споткнулся на первом же её шагу». Отсюда и отсутствие позитивной философии, и эмоциональная непосредственность, и установка на лирическое остранение — то, что Штейнман объединяет в понятии «импрессионизм».
С Д. Толмачевым основал литературный кружок «Непокой», позиционируя себя как деятелей «левого искусства», близкого складывающемуся официозу. «В своем манифесте эта группа призывала к единству формы и содержания, утверждала, что „подлинным же содержанием поэтического произведения является его основной эмоциональный тон“, и разрабатывала „Формальные принципы монтажного метода“. Критические выступления „Непокоя“ были направлены против ОБЭРИУ. Основным же оратором „Непокоя“ … выступал Штейнман. Он был основным оппонентом обэриутов на публичных дискуссиях в Союзе поэтов и в Доме печати».
Злой и бесцеремонный критик. Писал о Б. Пильняке, Вл. Лидине, М. Слонимском, А. Лежневе. В 1936 году обрушился на Леонида Добычина. По поводу метода нанизывания образов в прозе Добычина утверждал, что «Город Эн» — «сборник литературных трюков… которые откровенно противоположны методу социалистического реализма».
В марте 1936 года на собрании московских литераторов в связи с кампанией «борьбы с формализмом в искусстве» подвергся критике в выступлении Л. Леонова, резко отреагировавшего на рецензию Штейнмана в ленинградской «Красной газете» на «Дорогу на океан». «И это, как и все другие широкие собрания, ничего не даст ни писателю, ни партии, — повысил голос Леонов. — Надо же понять, что когда писатель говорит перед широкой аудиторией, он не может забыть о том, что он является общественным деятелем, не может забыть, что его слова имеют политический резонанс. А следовательно, писатель о своем не заговорит, по-настоящему не скажет. Как бы ни говорил докладчик, а все-таки каждый, идя на это собрание, думал о том, будут или не будут его бить. Да и как не думать, когда какой-нибудь Зелик Штейнман может одной рецензией поставить под вопрос смысл более чем двухлетней работы. Конечно, боишься, что могут бить, и, конечно, предпочитаешь молчать, отсиживаться и ничего не печатать. Бабелевская тактика умна: переиздавай одну и ту же апробированную вещь, а новое в печать не давай. Если появится ещё такая рецензия, как рецензия Штейнмана, я закрою лавочку, перестану писать. Пусть партия решает, кто ей нужней, я — художник или критик Штейнман».
Занимался литературным творчеством и на поселении. «Дудинцы и норильчане частенько читали его статьи и стихи в окружной газете „Советский Таймыр“ (особенно в то время, когда редактором был большой ценитель литературы Пульман). Стихи он печатал под псевдонимом Зин. Шатров. Он был членом Союза советских писателей. Печатал критические статьи, литературные рецензии (в Краткой литературной энциклопедии обоих изданий ссылки на них можно найти в заметках о писателях И. Калинникове и других). Годы изгнания отлучили Зелика от литературы. Но все же в начале 50-х годов „Сибирские огни“ по старой памяти поместили статью Штейнмана. И хотя никакой крамолы в материале не было, это навлекло на редактора журнала нарекания и вызвало недовольство. После XX съезда партии статьи Зелика Штейнмана стали появляться в „Енисее“, „Сибирских огнях“, ленинградских „Звезде“, „Неве“ и других изданиях».
После реабилитации публиковал фельетоны. Критикой отмечалось, что в своих беллетристических фельетонах и зарисовках он зло высмеивает людей холодного сердца, мещан, пошляков, халтурщиков — и с доброй улыбкой говорит о скромных и достойных уважения тружениках. Занимался и критикой. Задержана в спецхранах была его старая книга «Литературные эпизоды».

## Сочинения
- Человек из паноптикума. (Об Андрее Соболе). — Л. : Прибой, [1927] (гос. тип. им. Евг. Соколовой). — 38 с., [2] с.
- Предисловие // Соболь А. М. Собрание сочинений [в 4 т.]. Т.1: Тихое течение. — М.; Л.: Земля и фабрика, [1927-1928].
- Литературные эпизоды. — Л.: Прибой, 1928. 222, [2] с.
- Навстречу жизни: О творчестве Бориса Лавренева. Л.: Издательство писателей в Ленинграде, 1934. — 128 с.
- Плюс улыбка: сатирические картинки и фельетоны. — М.; Л.: Советский писатель, 1963. — 200 с.
- Под защитой Евтерпы // 3везда. 1964. № 8 (разгромная статья про стихи мурманчанина В. В. Матвеева).
- Недобитые темы. — М.; Л.: Советский писатель, 1966. — 135 с.